# Ithomia salapia
Ithomia salapia is een vlinder uit de familie Nymphalidae. De wetenschappelijke naam van de soort is voor het eerst geldig gepubliceerd in 1852 door William Chapman Hewitson.